# Partei für gemäßigten Fortschritt in den Schranken der Gesetze
Die Partei für gemäßigten Fortschritt in den Schranken der Gesetze (PFGFIDSDG), tschechisch Strana mírného pokroku v mezích zákona (SMPVMZ), war eine Partei in Cisleithanien (Österreich-Ungarn), die sich 1911 unter Führung des Schriftstellers Jaroslav Hašek in Form einer Parodie am Wahlkampf für den österreichischen Reichsrat beteiligte. Eine Wiederaufnahme ihrer Tätigkeit in der Tschechoslowakischen Republik scheiterte 1921. Durch den Doppelcharakter der Vereinigung als „Partei“ und politisch-künstlerische „Aktionsgruppe“ sind bei der Darstellung der PFGFIDSDG Realität und Fiktion oft nur schwer zu unterscheiden.

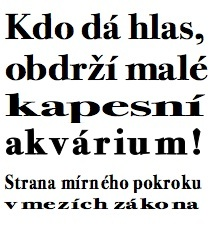
Wahlkampfslogan: Jeder Wähler erhält ein kleines Taschenaquarium

## Geschichte

### Gründung

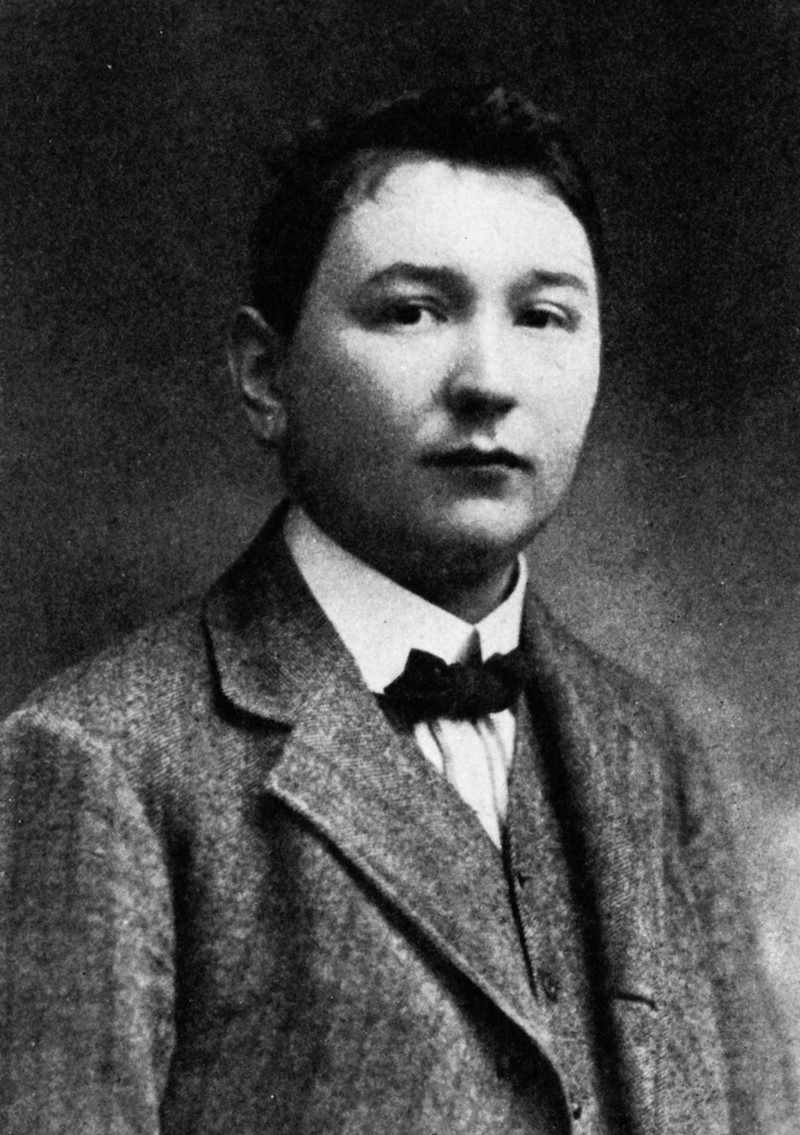
Parteivorsitzender Hašek

Nach Aussage ihres Parteivorsitzenden Hašek erfolgte die Gründung der Partei im Jahr 1904 in der im Prager Viertel Königliche Weinberge (Vinohrady) gelegenen Gastwirtschaft „Zum goldenen Liter“ („Zlatý litr“). Beteiligt waren daran außer ihm noch der Schriftsteller František Langer und der Beamte am Prager Technikum Eduard Drobílek, der die Idee lieferte und die Funktion des Parteikassierers übernahm. Der Parteiname nimmt direkten Bezug auf das umstrittene Kaiserliche Reskript vom 12. September 1871, in dem der böhmische Landtag als Vertretungsorgan der tschechischen politischen Kräfte aufgefordert wurde, „im Geiste der Mässigung und Versöhnung die zeitgemässe Ordnung der staatsrechtlichen Verhältnisse“ mitzutragen.
Unmittelbarer Anlass zur Parteigründung war wahrscheinlich das übermäßig angepasste politische Verhalten der Tschechischen Sozialdemokratischen Partei („Evolution statt Revolution“), deren Prager Vertreter im „Zlatý litr“ Parteiveranstaltungen abhielten. Schlachtruf der Partei wurde das Kürzel „SRK“, was offiziell für „Solidarität, Recht und Kameradschaft“ stand, in der Parteipraxis aber Sliwowitz, Rum und Kontuschowka bedeutete.
Die Partei wuchs nur langsam. Nach eigenen Angaben bestand sie am 14. Dezember 1904 aus nur acht Personen. Zu den Mitgliedern zählten im Laufe der Zeit aber neben einigen Juristen und Medizinern zahlreiche Köpfe der Prager Kulturszene, unter anderem der anarchistische Journalist und Kleinverleger Antonín Bouček, zeitweilig Protokollant der Partei, der Satiriker, Maler und Anarchist František Gellner, die Schriftsteller und Satiriker Karel Toman, Josef Mach, Gustav R. Opočenský, Louis Křikava und Josef Skružný, der anarchistische Dichter Josef Rosenzweig-Moir, die Journalisten Karel Pelant und Karel V. Rypáček, der Illustrator Josef Lada, der Balletttänzer Franz Wagner, der angebliche „Held des makedonischen Aufstands“ und selbsternannte Woiwode Jan Klimeš sowie Polizeikommissar Slabý, der in den Parteiversammlungen als „Ordnungsmacht“ auftrat.
In Prag entwickelte die Partei bis 1911 anscheinend keine nachweisbaren öffentlichen Aktivitäten. Aus dem Jahr 1904 ist lediglich ein Politkabarettprogramm Hašeks mit dem Titel „Ich bin Mitglied einer Abordnung vom Land“ bekannt, das möglicherweise eine Frühform der Parteiarbeit darstellt. Zahlreiche Wissenschaftler setzen aber die Gründung der Partei erst mit den Wahlkampfaktivitäten von 1911 an. Dagegen gibt es zahlreiche Texte, die Propagandafahrten von Parteimitgliedern in verschiedene Regionen der K.u.k.-Monarchie beschreiben, die vor 1911 stattfanden. 
Die vom Parteivorsitzenden im übertragenen Sinne als „apostolische Mission“ beschriebenen Reisen führten durch Mähren, Niederösterreich, Ungarn, Kroatien, die Krain, Steiermark, Oberösterreich, Böhmen sowie nach Wien. Da diese Propagandafahrten starke Ähnlichkeiten mit den von Hašek seit 1900 regelmäßig unternommenen „Vagabunden-Wanderungen“ („Čundr“) aufweisen, handelt es sich bei der Einbindung in die Parteigeschichte möglicherweise um eine nachträgliche Zuordnung und Mystifizierung durch den Autor. 
Nachweisbar ist dagegen, dass Hašek in diesem Zeitraum für anarchistische Zeitungen und als anarcho-syndikalistischer Agitator tätig war. So störte er beispielsweise 1907 als Provokateur eine Wahlveranstaltung der Klerikalen Partei und wurde im selben Jahr wegen „Zusammenrottung“ und „Anstiftung zur Körperverletzung“ zu einem Monat Haft verurteilt. Daher gilt einigen Wissenschaftlern die PFGFIDSDG als „anarchistische Tarnorganisation“.

### Wahlkampf 1911

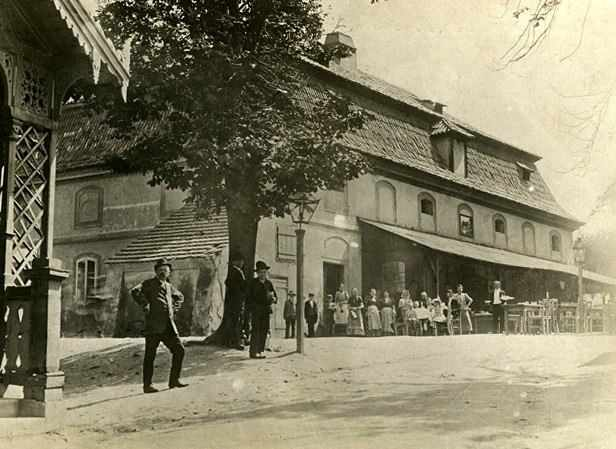
Parteizentrale: Gasthaus Kravín

Am 8. April 1911 hatte der österreichische Minister des Inneren nach Auflösung des alten Reichsrates den Termin der allgemeinen Wahl der Abgeordneten für die Mitte Juli beginnende 21. Session des österreichischen Abgeordnetenhauses auf den 13. Juni 1911 festgelegt.
Wenige Tage später gab in der neuen Parteizentrale, der Gaststätte „Kuhstall“ („Kravín“) in den „Königlichen Weinbergen“, ein Exekutivausschuss der reorganisierten Partei für gemäßigten Fortschritt in den Schranken der Gesetze bekannt, man wolle sich mit einem eigenen Kandidaten am Wahlkampf beteiligen. 
Gleichzeitig veröffentlichte man ein Manifest an das tschechische Volk, in dem diesem das Parteidogma des „gemäßigten Fortschritts“ nahegebracht werden sollte:
„Auch die Svatopluk-Čech-Brücke ist nicht über Nacht gebaut worden. Zuerst musste Svatopluk Čech geboren werden, ein berühmter Dichter werden, sterben, dann musste eine Sanierung durchgeführt werden, und dann erst baute man die Svatopluk-Čech-Brücke.“
Unterzeichnet war dieses Manifest sogar von den führenden tschechischen Sozialdemokraten Emanuel Škatula und Bohumír Šmeral, später Mitbegründer der Kommunistischen Partei der Tschechoslowakei. Es ist allerdings äußerst zweifelhaft, ob die beiden Politiker, die selbst im Wahlkampf standen, von ihren Unterschriften vorab wussten.
Das Wahlprogramm des Kandidaten für den Wahlbezirk Weinberge, Jaroslav Hašek, umfasste sieben Punkte:
1. Die Wiedereinführung der Sklaverei.
2. Verstaatlichung der Hausmeister („auf die gleiche Weise wie in Rußland […], wo jeder Hausmeister gleichzeitig ein Polizeispitzel ist“).
3. Die Rehabilitierung der Tiere.
4. Die Einrichtung von staatlichen Anstalten für schwachsinnige Abgeordnete.
5. Die Wiedereinführung der Inquisition.
6. Die Unantastbarkeit der Geistlichen und der Kirche („Falls ein Schulmädchen von einem Geistlichen defloriert wird“).
7. Die obligatorische Einführung des Alkoholismus.

Die Partei veranstaltete zahlreiche Rednerabende, bei denen auch Max Brod und Franz Kafka unter den Zuschauern waren. Kandidat Hašek hielt dort mehrstündige Wahlreden „mit einer Menge Versprechungen und Reformen, [er] schmähte die anderen Parteien, denunzierte die Gegenkandidaten, alles wie es sich für einen anständigen Bewerber für eine solche Würde gehört“, so der Teilnehmer František Langer. Der Lyriker Josef Mach schrieb extra für den Wahlkampf eine Parteihymne:
„Milión kandidátů vstalo, / by oklamán byl bodrý lid,
by voličstvo jim hlasy dalo / prý ochotně je chtějí vzít.
Ať prudký pokrok chtějí jiní, / násilím zvracet světa řád,
my pokrok mírný chceme nyní, / pan Hašek je náš kandidát!“
Deutsche Nachdichtung:
„Es treten an Millionen Kandidaten, / die arglosen Menschen Falsches raten.
Ihre Stimmen wollen sie bekommen, / jeder Wähler wird genommen.
Stürmischen Fortschritt wollen sie, / gewaltsam verändern der Welten Lauf,
aber wir stellen für den gemäßigten Fortschritt / als Kandidaten Herrn Hašek auf!“
Außerdem wurde mit Handzetteln und Plakaten für den eigenen Kandidaten geworben: „Wähler, was Ihr von Wien erhofft, bekommt Ihr auch von mir!“ – „Wähler, protestiert mit Euren Stimmzetteln gegen das Erdbeben in Mexico!“ – „Jeder unserer Wähler bekommt ein kleines Taschenaquarium.“ Und noch am Wahltag versuchte die Parteiführung per Aushang ihr Wahlkampfteam zu erweitern: „Hier wird ein ehrbarer Mann zur Verleumdung von Gegenkandidaten eingestellt.“ Vergebens – nach Auszählung der im Wahlbezirk Weinberge abgegebenen etwa 3.000 Stimmen entfielen auf die PFGFIDSDG gerade einmal 38, einer zeitgenössischen Zeitschriftenveröffentlichung nach sogar nur 16 Stimmen.
Die Zeitung „Čas“ meldete am 15. Juni 1911 in ihrer „Tageschronik“: „Über das Schicksal dieser Kandidatur ist nichts bekannt, und auch die k.k. Pressekanzlei hat keine Nachricht darüber herausgegeben. Der Kandidat gedenkt jedoch zu protestieren.“ Das Schweigen der k.k.-Wahlkommission kam nicht unerwartet, denn anscheinend hatte die Partei ihre Kandidatur gar nicht offiziell angemeldet. Die wenigen für Hašek abgegebenen Stimmen wurden daher als ungültig gewertet. Dennoch zog das PFGFIDSDG-Mitglied František Gellner am 17. Juli 1911 in der Zeitschrift „Karikatury“ ein positives Resümee des Wahlkampfs:
„In der Annahme, dass bei der begeisterten Agitation der Anhänger der Partei des gemäßigten Fortschritts im Namen des Gesetzes sich die Zahl der Stimmen bei den nächsten Wahlen verzehnfachen und das österreichische Parlament in absehbarer Zeit noch einige Male aufgelöst werden wird, können wir nicht daran zweifeln, dass in wenigen Jahren der Kandidat der Partei des gemäßigten Fortschritts im Namen des Gesetzes ins Parlament einziehen wird.“

### Weitere Entwicklung
1913 wurde im Restaurant „Na Smetance“ im Prager Bezirk Žižkov ein I. Parteitag abgehalten, zu dem sich aber nur wenige Parteimitglieder einfanden. Als sich der Parteivorsitzende versehentlich auf die Dienstmütze des überwachenden Polizeikommissars setzte, wurde die Veranstaltung aufgelöst. Hašek berichtet von einer daraufhin einsetzenden „langjährigen Verfolgung der Partei“, eine nachträgliche Mystifizierung.
Nach Ausbruch des Ersten Weltkriegs wurde Hašek im Februar 1915 als Soldat einberufen und geriet im September 1915 in russische Kriegsgefangenschaft. 1916 schloss er sich den Tschechoslowakischen Legionen an, desertierte aber 1918 zur Roten Armee, wo er verschiedene Funktionen, hauptsächlich als Politruk in der Politischen Abteilung der 5. sibirischen Armee, ausübte. Im Dezember 1920 kehrte Hašek mit falschen Papieren nach Prag zurück.
Im Laufe des Jahres 1921 fand dort der II. Parteitag der PFGFIDSDG im großen Saal des Restaurants „Yugoslavia“ in Prag-Žižkov statt, zu dem etwa 300 Personen erschienen waren. Höhepunkt des Parteitages war die einstimmige Verabschiedung einer außenpolitischen Resolution, in der aufgrund der aussichtslosen Weltsituation die Sprengung der Erdkugel gefordert wurde.
Obwohl angekündigt worden war, dass ein III. geheimer Parteitag durch Zeitungsinserate in der Rubrik „Wohin heute?“ bekannt gegeben würde, endeten 1921 die Aktivitäten der PFGFIDSDG. Grund dafür war der schlechte Gesundheitszustand des Parteigründers und -vorsitzenden Jaroslav Hašek, der sich im August 1921 nach Lipnice nad Sázavou zurückzog, wo er bis zu seinem Tod im Januar 1923 an seinem Roman Der brave Soldat Schwejk arbeitete.

## Realität und literarische Verarbeitung
Die tatsächliche Existenz der Partei für gemäßigten Fortschritt in den Schranken der Gesetze ist unstrittig. Außer der literarischen Verarbeitung durch Jaroslav Hašek gibt es zahlreiche zeitgenössische Zeitungs- und Zeitschriftenartikel, in denen die Tätigkeit der Partei beschrieben wird. Ferner wird sie wiederholt in den Memoiren von Beteiligten und Zeitzeugen behandelt sowie in wissenschaftlichen Werken erwähnt. Bei den veröffentlichten Reden Hašeks ist laut Kindlers Neuem Literaturlexikon davon auszugehen, dass sie von ihm „in der oder ähnlicher Form tatsächlich“ gehalten worden sind. Die kolportierte Zahl von über 1.000 Wahlkampfveranstaltungen, bei denen Hašek während der Kampagne aufgetreten sein soll, entbehrt dagegen jeder realistischen Grundlage.
1911/12 schrieb Jaroslav Hašek knapp 30 Texte über die PFGFIDSDG und ihre Mitglieder. Dabei handelt es sich teils um literarisierte Ereignisschilderungen, teils um frei erfundene Humoresken. Das Manuskript wurde 1912 vom Prager Verleger Karel Ločák angekauft, aber nicht veröffentlicht, da er Probleme aufgrund des Persönlichkeitsrechts der beschriebenen Personen fürchtete. Der nächste Besitzer des Manuskripts, Alois Hatina, veröffentlichte 1924/25 nach Hašeks Tod lediglich zehn der Texte in der Zeitschrift „Směr“. Dennoch blieb die Partei unvergessen. Als 1928 die Kommunistische Partei der Tschechoslowakei durch verstärkte populistische Propagandaaktionen von ihren Misserfolgen ablenken wollte, fragte die sozialdemokratische Zeitung Právo Lidu ironisch: „Sind die Kommunisten die Partei des gemäßigten Fortschritts im Rahmen der Gesetze?“
1937 druckte die Zeitung Rudé právo 23 von Hašeks Texten. Vollständig erschienen sie in Buchform erstmals 1963 auf Tschechisch, 1971 in deutscher Übersetzung. Im Anhang dieser Ausgabe („Quellen und Materialien“) finden sich zwei weitere offensichtlich von Hašek verfasste Texte zum Wahlkampf 1911 sowie eine von František Langer und Josef Mach aufgezeichnete Wahlrede Hašeks. Unabhängig davon schrieb Hašek Anfang der 1920er Jahre noch das 1957 auf Deutsch erschienene Protokoll des II. Parteitages.

## Rechtliche Stellung der Partei
Aus heutiger Sicht wirkt erstaunlich, welchen Freiraum Hašek und seine Mitstreiter für ihre Parteiaktivitäten nutzen konnten. Grund dafür war die Geringschätzung des Parteiwesens und die mangelnde staatsrechtliche Einbindung von Parteien in der Habsburgermonarchie. In der Rechtspraxis verwandte man den Parteibegriff damals entweder im Sinne eines politischen „Klubs“, eines „Vereins“ oder im Sinne von „Wahlpartei“ analog zu den jeweiligen Wahlordnungen. Ein Parteiengesetz wurde in Österreich erst 1975 erlassen. Vor diesem Zeitpunkt erfolgten Parteigründungen entweder durch eine einfache Erklärung der Beteiligten oder durch eine „Gründungsvereinbarung“ nach den Regeln des Vereinsgesetzes.
Seit 1867 benötigten Vereine zur Gründung und Rechtsfähigkeit keine Genehmigung der aufsichtsführenden Behörde mehr, sondern unterlagen nur noch einer vierwöchigen „Untersagungsfrist“ (§ 6), die die PFGFIDSDG durch ihr „staatstragendes“ Auftreten mühelos überstand. Allerdings wurden wegen der angenommenen Gefährlichkeit von Parteien im Vereinsgesetz ausführlich Ordnungsmaßnahmen geregelt, so die Anzeigepflicht aller Vereinsaktivitäten und das Recht einer behördlichen Überwachung. Dieser Überwachung durch Polizeiorgane unterlagen auch die Wahlveranstaltungen der PFGFIDSDG. Der Aufsicht führende Beamte durfte zwar Versammlungen auflösen, ihm war aber ausdrücklich verboten, sich in die Debatte einzumischen oder mit jemandem anderen außer dem Vereinsvorsitzenden zu sprechen, was seine praktische Bedrohung der öffentlichen Versammlungen der PFGFIDSDG erheblich einschränkte:

„Unterhalb eines improvisierten Podiums saßen an einem langen Tisch mit gewichtigen Mienen die Gründer dieser Partei, ihr ZK. Auf dem Podium thronten an einem kleinen Tisch mit noch seriöseren Gesichtern der junge Vorsitzende und ein Polizeikommissar. Neben ihm stand Hašek und hielt seine »Wahlrede«. […] Der Saal barst vor Lachen. Und der Polizeikommissar, der absolut nicht verstand, was hier eigentlich vor sich ging, sah sich verloren um und wußte nicht, ob er hier einschreiten sollte.“

## Bewertung
Über die Motivlage zur Gründung der PFGFIDSDG herrscht wissenschaftlich weitestgehend Einigkeit: Der Autor und Herausgeber Günther Jarosch sieht als treibende Kraft Gesellschaftskritik und die Verspottung des damaligen opportunistischen Parteiwesens durch „Hyperloyalität“. Dies waren auch die Grundlagen der Akzeptanz der provozierenden Parteiaktivitäten durch die tschechische Kulturelite Prags, die nur im Zusammenhang mit dem damals seit Jahrzehnten schwelenden Nationalitätenproblem in Böhmen zu verstehen ist. Der Politikwissenschaftler Ekkehart Krippendorff betont, dass darin in einer „Mischung von Ulk, und letztlichem Ernst […] die Verworrenheit und die moralisch-prätentiöse Rhetorik der Parteipolitik der Zeit auf den Punkt“ gebracht wurde. Lediglich der Hašek-Forscher Gustav Janouch hält die Partei für eine Art Säuferwitz, der nur der Erhöhung des Getränkeumsatzes im Gasthaus „Kravín“ dienen sollte. Dem widerspricht Jaroslav Hašeks 1912 geborener Sohn Richard: „Mein Vater meinte die Kandidatur in den Wahlen von 1911 ganz ernst und ging davon aus, daß er die Zahl der notwendigen Stimmen erhalten wird. Nach der Wahlniederlage war er sehr enttäuscht und deprimiert.“
Inhaltlich zeigt sich in dem Vorgehen von Hašek und seinen Parteigenossen ein erbarmungsloses Spiel mit den „Begriffen“ und „Werten“ des politischen Lebens, so die Slavistin Gisela Riff. Und der Philologe Walter Schamschula beschreibt als Ziel Hašeks die Desillusionierung der Zuschauer durch den Bruch bürgerlicher Tabus – nicht nur in Bezug auf den österreichisch-ungarischen Parlamentarismus und seine führenden Köpfe, sondern auch in Bezug auf die eigene Person. Deshalb machte Hašek bei seiner Kritik auch nicht vor sich selbst und seiner Partei halt, sondern beschreibt in anekdotischen Schilderungen die eigene Bereitschaft, aus Eigennutz zu lügen, betrügen und die eigenen politischen Überzeugungen zu verleugnen.
Gisela Riff betont ferner den „Stegreif“-Charakter von Hašeks Auftritten. Hauptmittel Hašeks dabei war die frei improvisierte Rede, wobei er in langen Assoziationsketten Wichtiges mit Unsinnigem, Fakten mit Scheinfakten verband. So erklärte Hašek in einer Wahlkampfrede:
„Über uns wachen Ordnungsgesetze und Sicherheitsämter, ohne deren Aufsicht uns nicht einmal ein Haar vom Kopfe fällt. Das ist Fortschritt. Schauen wir anderswohin, nach China zum Beispiel, wo die Sicherheitsorgane den Leuten die Köpfe abschlagen, dann müssen wir selber zugeben, daß bei uns Fortschritt herrscht.“
Mit zunehmender Dauer der Veranstaltungen wurden die Argumentationsketten allerdings immer absurder:
„Freunde, wir sind an einem Punkt, an dem wir nicht sein wollten. So wie der Mann, der nach Budweis wollte und in einen Zug in die Gegenrichtung geriet. Er wurde vom Schaffner in der 2. Klasse erwischt, obwohl er nur einen 3. Klasse-Fahrkarte hatte und in Bakov aus dem Zug geworfen. Und weil schon einer der Wegbereiter unserer Partei, Herr Galileo Galilei einmal sagte: ‚Und sie bewegt sich doch‘, so sage auch ich jetzt: Bewegen Sie sich doch, Fräulein Bożenka, und bringen Sie bitte eine neue Runde: Noch drei Bier für mich, einen Allasch für Opočenský, ein Viertel Weißwein für Langer, ein Bier und einen Magador für Diviš und ein Mineralwasser für Gottwald. Das ist der Beweis für Galileos Worte ‚Und sie bewegt sich doch‘ und ein überdeutlicher Beleg dafür, dass die Partei für gemäßigten Fortschritt in den Schranken der Gesetze weiß, wie sie sich durchsetzt und sich darum kümmert, was ihre Wähler wollen.“
Riff und ihr folgend die Sprachwissenschaftlerin und Übersetzerin Jana Halamíčková ziehen deshalb Parallelen zu Kunstformen und -mitteln wie Happenings, Dada-Veranstaltungen, Publikumsbeteiligung und Publikumsbeschimpfung. Damit gehört die PFGFIDSDG zu den Vorläufern politischer Aktionsformen, die seit der 1968er-Bewegung und der Ausbildung einer neuen Alternativkultur die etablierten politischen Institutionen, Kräfte und Vermittlungswege infrage gestellt und letztendlich zu einer neuen, vom mündigen Bürger ausgehenden Praxis politischer Meinungsäußerungen geführt haben, wie sie sich beispielsweise in Spontiaktionen oder der Strategie der Kommunikationsguerilla zeigen.

## Nachgeschichte
Nach dem Zusammenbruch des Kommunismus trat die laut Selbstmystifizierung seit 1921 in der Illegalität weiter existierende Partei im November 1989 unter Führung des Karikaturisten Josef Kobra Kučera und Vít Hrabánek wieder an die Öffentlichkeit und veranstaltete den lange angekündigten III. Parteitag. Ferner gab man von 1990 bis 1992 als Parteizeitschrift ein Satiremagazin namens Skrt mit einer offiziellen Auflage von 300.000 Exemplaren heraus.
Die Partei stellte sich in den folgenden Jahren den aktuellen politischen Problemen: Im Jahr 2000 forderte sie die „gemäßigte Globalisierung im Rahmen der Gesetze“ und schlug vor, zur Durchsetzung dieser Forderung möglichst viele der eigenen Kinder ins Ausland zu schicken – um dort gegen die Globalisierung zu demonstrieren. Und im Januar 2006 schloss Richard Hašek, Enkel Jaroslav Hašeks und Führungsmitglied der Partei, für die kommenden Parlamentswahlen einen „Nichtangriffspakt“ mit der KDU-ČSL, der christdemokratischen Partei Tschechiens, vor. Unterzeichnet wurde der Vertrag, in dem gegenseitige Attacken mit Bier und Sliwowitz auch weiterhin ausdrücklich zugelassen waren, vom damaligen Vorsitzenden der KDU-ČSL Miroslav Kalousek in Anwesenheit von dessen Stellvertreter Jan Kasal, Vizepräsident des tschechischen Abgeordnetenhauses.
2003 erfolgte in Österreich die Gründung einer Schwesterpartei unter dem Namen Partei des angemessenen Fortschritts in maßvollen Grenzen. Da keinerlei Aktivitäten dieser Partei nachweisbar sind, ist auch hier von einer Mystifizierung auszugehen.